# Gerulf
Graaf Gerulf (rond 850 - 898/914) was graaf van West-Frisia (comes Fresonum), vanaf 885.
Zijn naam wordt ook wel geschreven als Gerolf, soms met de toevoeging "van Holland" en soms met de toevoeging "van Kennemerland", maar deze zijn beide van latere datum.

## Veronderstelde afkomst
Gerulf was graaf in het westen van Frisia (het latere Holland) maar zijn wortels lagen vermoedelijk in het noorden, in de huidige provincie Friesland. In een oorkonde uit 877-890 wordt een edelman Gerulfus in Westergo genoemd, en er is een bron uit het jaar 839 waarin sprake is van een Gerulfo. De eerste kan dezelfde zijn als graaf Gerulf, die later graaf in West-Frisia werd, en de tweede zou diens vader of grootvader zijn geweest. Verder waren er in de achtste en negende eeuw in het noorden van Frisia verschillende graven met de naam Dirk (Theodericus), en die de voorouders van Gerulf kunnen zijn geweest, aangezien Gerulf zelf een zoon Dirk had.
Er bestaan ook hypotheses over Gerulfs voorgeslacht. Hugo Jaekel opperde een afstamming via een directe mannelijke lijn van koning Radboud. Daarvoor bestaat echter, behalve wat vage overeenkomsten tussen persoonsnamen, geen bewijs. Het is zelfs aannemelijk dat de lijn van de befaamde Friezenkoning al snel is uitgestorven.
Dijkstra legde een link naar koning Karel Martel en keizer Karel de Grote, maar die is volslagen speculatief.
Volgens Maria van Winter kan de naam Dirk in het Hollandse Huis afkomstig zijn uit het Saksische geslacht der Immedingen: een van hun dochters zou getrouwd zijn met Gerulf en zoon Dirk zou dan vernoemd zijn naar zijn grootvader van moederskant. Van Winter meende dat de naam Dirk onder de Immedingen de 'Leitname' was. De naam Dirk kwam er inderdaad wel regelmatig voor, maar dat gold voor meer families uit die tijd. In de Immedinger generaties van voor Dirk I is maar één Dirk aangetroffen, dus de kwalificatie 'Leitname' is in die tijd niet terecht.
Er wordt aangenomen dat graaf Gerulf en diens nakomelingen van Friese koningen (bestuurders) afstammen, op grond van het feit dat Gerulfs kleinzoon Radbod heette en de nauwe banden tussen zijn zoon Waldger en de Utrechtse bisschop Radbod. Laatstgenoemde stamde volgens de Vita Radbodi (10e eeuw) af van de Friese koning Radbod.

## Geschiedenis
Gerulf was aanvankelijk een vazal van Godfried de Noorman, een Deense roverhoofdman die vanaf 882 als hertog over Frisia heerste. De Oost-Frankische keizer Karel de Dikke had het kustgebied aan hem beleend om van de voortdurende Vikingaanvallen verlost te zijn. Maar Godfried was met Frisia niet tevreden. Hij wilde ook de heerschappij over de wijngaarden langs de Moezel. Dit was slechts een voorwendsel om een gewapend conflict uit te lokken. Zijn zwager Hugo, de broer van zijn vrouw Gisla, de onechte dochter van koning Lotharius II, zou volgens het plan Godfried te hulp komen. Hugo streefde naar het herstel van een zelfstandig Lotharingen en zou na een greep naar de macht samen met zijn zwager Godfried het bewind delen. In 885 stuurde Godfried de Friese graven Gerulf en Gardolf als gezant naar Karel de Dikke om die eis over te brengen. De keizer doorzag de list, gaf niet toe, maar antwoordde dat hij wilde onderhandelen. Dit bleek een valstrik te zijn. Tijdens een bijeenkomst in Spijk (bij Lobith), aan de grens van zijn regnum, werd Godfried vermoord door de hertogen Hendrik van Babenburg en Everhard Saxo. Hugo werd enkele dagen later gevangengenomen en blind gemaakt.
Het is niet precies duidelijk welke rol Gerulf heeft gespeeld in dit moordcomplot. Er is wel gesuggereerd dat hij het plan had bedacht om Godfried in de val te lokken, maar waarschijnlijker is dat hij er niets van af heeft geweten en dat hij zelfs niet bij de onderhandelingen in Spijk aanwezig was. Zeker is dat Gerulf heeft geprofiteerd van het wegvallen van de Deense heerser: hij heeft onmiddellijk de grafelijke macht in West-Frisia (het huidige Holland) naar zich toe getrokken.
In 885 was hij waarschijnlijk al graaf van Rijnland. en mogelijk in het hele gebied tussen Westflinge en de Maas, waar Rijnland deel van uitmaakte. Volgens D.P. Blok heerste Gerulf zelfs over heel West-Frisia, dat wil zeggen de kuststrook tussen Vlie en Maas, met de gouwen Texel, Kennemerland, Rijnland en Maasland, en ook het graafschap Dorestat en omgeving én de gouwen Teisterbant, Lek, IJssel en Nifterlake.

## Graafschap West-Frisia
Na enkele jaren werd de situatie in West-Frisia geformaliseerd. Gerulf ontving op 4 augustus 889 van de Oost-Frankische koning Arnulf van Karinthië een aantal goederen in vol eigendom. Het betrof een gebied bij Noordwijk, tussen de monding van de Oude Rijn en Suithardeshaghe (vermoedelijk) bij Lisse, een aantal boerderijen en huizen in Teisterbant: Tiel, Aalburg en Asch, en in Noord-Holland: Bodokenlo (Boekel) en Hornum (Hoorn) en ten slotte een woning in Huui (Hoei in de Ardennen?). De schenking wordt vaak gezien als een beloning van de koning aan Gerulf voor diens hulp bij het uitschakelen van Godfried de Noorman. Echter, aangezien de rol van Gerulf niet duidelijk is, is het ook niet zeker of er wel sprake was van een beloning.
Onder de nakomelingen van Gerulf groeide het familiebezit verder. Het graafschap West-Frisia werd vanaf de twaalfde eeuw 'Holland' genoemd.

## Stamvaderschap
Het feit dat Gerulf de stamvader was van de latere graven van Holland is eeuwenlang over het hoofd gezien. Het oudste genealogische overzicht van Holland, het Gravenregister (opgesteld circa 1125-1133), begint met Dirk, de eerste graaf van Holland. Het vermeldt wel dat Dirk I een broer Waldger had, maar zegt niet dat er ook nog een vader c.q. voorganger was. De Rijmkroniek van Holland uit de dertiende eeuw zegt dat Gerulf misschien zonder kind stierf.
Vanaf de zeventiende eeuw zag men in Regino van Prüm's aanduiding van Gerulf als comites Fresonum (graaf van Frisia) toch een aanwijzing dat hij de vader van Dirk I moest zijn geweest. Pas op het eind van de negentiende eeuw leverde Bolhuis van Zeeburgh een goede onderbouwing voor die vader-zoon relatie: Regino had ook gemeld dat Waldger de zoon van Gerulf was, terwijl in het Gravenregister stond te lezen dat Dirk en Waldger broers waren. Bovendien waren zowel Gerulf als Dirk gegoed in West-Frisia.

## Overlijden en opvolging
Het is niet bekend of Gerulf behalve zijn twee zoons Waldger en Dirk nog andere kinderen had. Zoon Waldger zal uiterlijk rond het jaar 880 zijn geboren, want in 898 pleegde hij de beruchte moord op Everhard Saxo. Hij moet toen een volwassen man zijn geweest. Dirk wordt gewoonlijk als de jongere broer van Waldger beschouwd, maar feitelijk weten we niet wie van de twee de oudste was.
Geen enkele bron vermeldt in welk jaar of op welke datum Gerulf is overleden. Zijn zoon Waldger werd in het jaar 898 nog aangeduid zonder de titel 'graaf', wat er op wijst dat Gerulf toen nog in functie was. In oorkonden uit 914 en 916 droeg Waldger wel de graventitel. Daarom ligt Gerulfs overlijdensjaar waarschijnlijk tussen 898 en 914. In 1983 werd in de binnenstad van Leiden een versierde grafsteen gevonden, die waarschijnlijk uit de 10e eeuw dateert, en die mogelijk van Gerulf was.
Na zijn dood werd Gerulfs graafschap verdeeld over zijn twee zoons:
- Waldger erfde de gouwen Nifterlake, Lek en IJssel en Teisterbant.
- Dirk I volgde zijn vader op in West-Frisia: het gebied tussen Vlie en Maas.